# Quatre grandes inventions de la Chine antique
Traditionnellement, on considère que la boussole, l'imprimerie, le papier et la poudre à canon sont les « Quatre grandes inventions » de la Chine (chinois simplifié : 四大发明 ; chinois traditionnel : 四大發明 ; pinyin : sì dà fā míng ; Wade : ssu⁴ ta⁴ fa¹ ming² ; cantonais Jyutping : sei³ daai⁶ faat³ ming⁴ ; cantonais Yale : sei³ daai⁶ faat³ ming⁴). Au début du XVIIe siècle, le philosophe anglais Francis Bacon, sans connaître l'origine de ces inventions, remarque que trois d'entre elles : l'imprimerie, la poudre à canon et la boussole, « ont changé la face du monde ».
« Le papier est, avec l'imprimerie, la boussole et la poudre à canon, l'une des quatre grandes inventions chinoises qui ont contribué à construire l'Occident moderne »

## Boussole du temps de l'Empire des Han

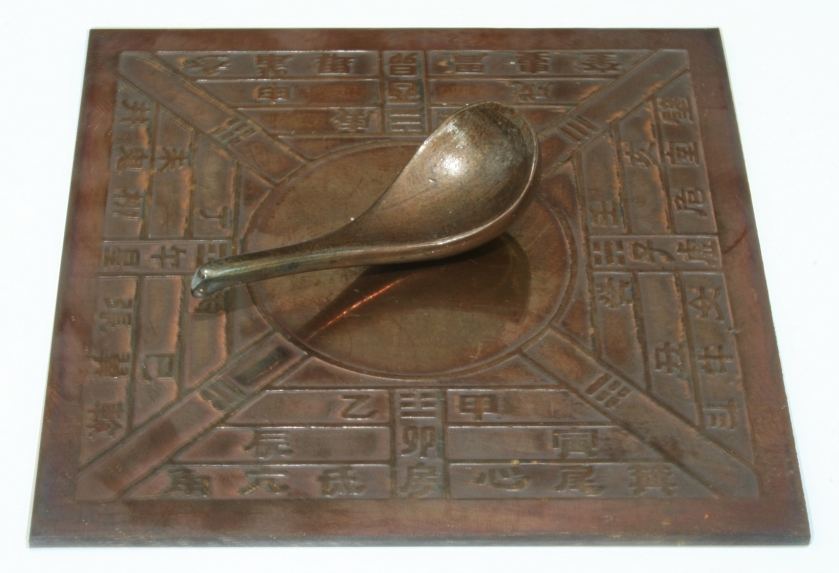
Maquette d'une cuillère indiquant le sud (appelée sinan) du temps des Han (-206 à 220) (il y a quelques discussions sur l'existence historique de l'objet utilitaire correspondant)

La boussole permet de situer la direction : nord, sud, est et ouest. C'était un instrument essentiel pour l'orientation et les voyages.
Il y a quelques désaccords sur la date imprécise à laquelle fut inventée la boussole. Il existe des références littéraires dignes d'attention qui mettent en évidence son antiquité :
- la première référence littéraire chinoise citant le « magnétisme » se trouve dans un ouvrage du IVe siècle av. J.-C. intitulé Livre du maître de la vallée du diable (鬼谷子) : « la magnétite fait venir le fer à lui, ou l'attire »[4]. Pierre Germa indique dans le dictionnaire des inventions : « La boussole vient de Chine ; au Ier siècle av. J.-C., les Chinois utilisaient un instrument capable d'indiquer la direction du Sud : c'est la cuillère-montre-sud[5]. »

- la première mention de « l'attraction d'une aiguille par un aimant » se trouve dans un ouvrage chinois composé entre 70 et 80 apr. J.-C. (Lunheng ch. 47) : « La magnétite attire une aiguille » (de fer). Ce passage de Louen-heng est le premier texte chinois mentionnant l'attraction d'une aiguille par un « aimant »[6]. En 1948, le savant Wang Chen Tuo construisit un « compas » sous la forme d'une cuillère indiquant le sud sur la base de ce texte. Cependant, « on ne trouve pas de mention explicite d'un aimant dans le Louen-heng »[3].
- La première référence à un « instrument d'orientation » magnétique spécifique se trouve dans un livre écrit sous la dynastie Song et daté de 1040-1044. Il y a la description d'un « poisson indiquant le sud » en fer, flottant dans un bol d'eau, et se dirigeant vers le sud. Cet instrument est décrit comme un moyen de s'orienter « dans l'obscurité de la nuit ».

Le Wujing Zongyao (武经总要, « Réunion des techniques militaires les plus importantes ») précise : Quand les troupes doivent faire face au mauvais temps, ou à la nuit noire, et que l'on n'arrive plus à s'orienter, (...) ils faisaient appel à un instrument mécanique pointant vers le sud, appelé aussi « poisson indiquant le sud ». On parvenait à ce résultat en chauffant du métal (tout particulièrement si c'était de l'acier), selon le procédé connu aujourd'hui sous le nom de « thermorémanence », et qui aurait été capable de provoquer un léger état de magnétisation. La première référence de ce type en Europe n'apparaît que vers 1600, lorsque William Gilbert publia son ouvrage De Magnete .

## Imprimerie
Avant d'être perfectionnée par Johannes Gutenberg, la Chine avait déjà connu l'imprimerie à caractères mobiles, c'est-à-dire le principe de la typographie (au IXe siècle) bien longtemps avant que la Corée et l'Occident ne découvrent cette dernière (au XVe siècle). Cependant cette technique a été abandonnée par les Chinois au profit du monobloc de bois plein texte et image, car à l'époque le système par signe n'était pas adapté à l'écriture chinoise (comportant plusieurs milliers d'idéogrammes) alors qu'en Occident, l'alphabet, par le nombre très réduit de signes auxquels il fait appel, se prête admirablement à ce système d'imprimerie. 
Les premières traces de papier imprimé retrouvées sont celles des dharani, en langue chinoise, de l'impératrice Shōtoku au Japon, datant du VIIIe siècle apr. J.-C. L'impression de ces premiers textes est généralement considérée comme relevant de l'influence chinoise, très forte en cette époque de pénétration de la culture et du bouddhisme chinois au Japon,.
« Selon les auteurs chinois, on aurait commencé à pratiquer l'impression tabellaire ou fixe sur planchettes de bois vers la fin du VIe siècle de notre ère. Dès 1317, un livre coréen est déclaré imprimé à l'aide de caractères fondus; malheureusement, on manque de preuves concrètes à l'appui. En 1403, un décret royal de Htai-Tjong prescrit l'extension du procédé, mais l'Occident n'en a rien su. »

## Papier

Les cinq étapes de la fabrication du papier d'après Cai Lun.

Le papier porteur d'un message le plus ancien connu à ce jour, découvert en Chine, serait daté de 8 av. J.-C., sous la dynastie des Han de l'Ouest (206 av. J.-C., 25). Il s'agit d'un fragment de lettre dont le papier est fait à partir de fibres de lin, sur laquelle une vingtaine de sinogrammes anciens ont été déchiffrés. Il a été trouvé en 2006 à Dunhuang, dans la province du Gansu, et a été daté en fonction d'autres documents écrits trouvés au même endroit de la fouille.
D'après une tradition chinoise, on pensait que le papier était apparu au IIIe siècle av. J.-C. en Chine, sous le règne de Qin Shi Huang (fondateur de la dynastie Qin). Une histoire racontait que des personnes auraient alors repéré les dépôts blancs d'écume sur les rochers à la suite des crues et auraient tenté de le reproduire.
D'après une autre tradition chinoise, ce serait Cai Lun,, ministre de l'agriculture qui, en 105, aurait codifié pour la première fois l'art de fabriquer du papier et en aurait amélioré la technique afin de le produire en masse 

## Poudre à canon
La poudre à canon est généralement reconnue comme ayant été inventée en Chine vers le IXe siècle, durant la dynastie Tang (618-907).
La découverte semble avoir pour origine des recherches faites dans les milieux taoïstes de l'époque des Táng, mais fut bientôt suivie par une application militaire dans les années 904-906. Il s'agissait alors de projectiles incendiaires nommés "feux volants" (fēihuǒ 飛火).
La première mention de la formule de la poudre à canon (charbon, salpêtre et soufre) apparaît dans le Wǔjīng zǒngyào 武經總要 de 1044, près de 250 ans avant qu'un texte européen y fasse allusion, en 1285.
La poudre à canon fut une invention majeure car elle permit ensuite l'invention de la fusée, du lance-flammes, des feux d'artifice, des mines terrestres et marines, des premières armes à feu, du canon ou encore du mortier.